# Emy Storm
Emy Storm, folkbokförd Emmy Karolina Fyhring-Ljungberg, ogift Storm, född 20 maj 1925 i Alfta församling i Gävleborgs län, död 24 november 2014 i Husie församling i Malmö, var en svensk skådespelare. Storm spelade bland annat rollen som Emils mor Alma i filmatiseringarna av Emil i Lönneberga.

## Biografi

### Tidiga år
Storm växte upp i Gästrikland i en skogsarbetarfamilj men kom som 15-åring till Stockholm, där hon fick arbete som hembiträde. Hennes intresse för skådespelaryrket fanns redan då, men det kom att dröja nästan tio år innan det skulle bli verklighet.  
Hon var under några servitris på NK och efter att vid en middag uppträtt med underhållning träffade hon varuhusets direktör Ragnar Sachs (som gifte sig med skådespelerskan Karin Ekelund). Sachs hjälpte Emy Storm att börja på Gösta Terserus teaterskola, som ansågs vara en bra förberedelse till Dramatens elevskola. I 1940-talets Sverige var det fler än någonsin tidigare som ville bli skådespelare och i kretsen av den växande skara med  förhoppningsfulla unga människor fanns också teatereleven Göte Fyhring.    
Storm filmdebuterade 1948 i Hasse Ekmans Banketten och det är litet av ödets ironi att hon i sin allra första roll fick spela en kaféservitris. Två år senare var hon med i Rolf Husbergs film Anderssonskans Kalle där hon var en dam på fest.
Hösten 1950 öppnade Lorens Marmstedt Intima teatern, kallad Intiman, vid Odenplan och invigningföreställning var Bertolt Brechts Tolvskillingsoperan i regi av Ingmar Bergman. Edvin Adolphson gjorde Mackie Kniven med Anders Ek och Hjördis Petterson som Peachums och med Eva Dahlbeck som Jenny. Emy Storm gjorde här sin professionella debut med rollen som Dolly.

### Dramatens elevskola
1951 blev Storm på tredje försöket antagen vid Dramatens elevskola där hon studerade till 1954, med elevkamraterna Jane Friedmann, Meg Westergren och Gunvor Pontén. På skolan fanns då redan elever som Ulla Sjöblom, Öllegård Wellton, Pia Arnell, Margit Carlqvist och Lissi Alandh. Den senare hade blivit bekant med Storm under hennes tid som servitris på NK. 
För att få scenisk erfarenhet medverkade eleverna i teaterns föreställningar och Storm debuterade på Dramaten i november 1952 i Fritz Reuters pjäs Livet på landet.  Tio dagar senare gjorde hon modern Donna Bianca i Olof Thunbergs elevuppsättning av Carl Jonas Love Almquists Ramido Marinesco med Jan Malmsjö i titelrollen. En hyllad föreställning som lades in teaterns repertoar och spelades in på våren 1953, vilket var ytterst ovanligt för en elevproduktion.  
Ett par månader före utexamineringen 1954 satte Rune Carlsten upp Brandon Thomas fars Charleys tant där hon spelade Donna Lucia d’Alvadorez. Lord Fancourt Bobberly kreerades av Allan Edwall som hon tjugo år senare skulle återförenas med i det som kanske blev karriärens absoluta höjdpunkt. 

### 1950-talet
Efter slutförda studier vid elevskolan kom hon till Riksteatern där hon bland gjorde Louise i August Strindbergs kammarspel Oväder med Victor Sjöström som Herrn, Semmy Friedmann i rollen som Brodern medan Linnea Hillberg gjorde Gerda. Föreställningen hade premiär på teatern i Eskilsturna i januari 1955 och turnerade under våren runt landet.
1956 blev hon engagerad vid Stadsteatern Norrköping-Linköping som när Storm kom dit - under teaterchefen John Zacharias ledning - hade en eminent ensemble med skådespelare som Bertil Norström, Margreth Weivers, Marianne Stjernqvist, Kåre Sigurdson, Ulla Akselson och Carl-Åke Eriksson och året efter anslöt Kerstin Rabe, Erik Hell och förre elevkamraten Öllegård Wellton.  
Storms första uppdrag på stadsteatern var att ersätta Guje Lagerwall i Mark Reeds Älskling, jag ger mig!. I föreställningen medverkade även hennes blivande make Göte Fyhring. Hon gjorde sedan roller som Lucretia Otis i Spöket på Canterville efter Oscar Wilde, Agathe i den svenska premiären på Françoise Sagans Luftslott i Sverige, Helena Charles i John Osbornes engelska samtidsdrama Se dig om i vrede och Fru Markurell i Hjalmar Bergmans Markurells i Wadköping.
Hennes sista roll på Stadsteatern Norrköping-Linköping var som Clothilde i Georges Feydeaus sekelskiftesfars Fruar på vift med Öllegård Wellton som den åtråvärda Lucienne och Bertil Norström som hennes man Vatelin. Roland Wilén, Margreth Weivers, Göte Fyhring, Göthe Grefbo, Ebon Sorin och Åke Lundqvist. Tidden vid stadsteatern innebar många omväxlade roller och möjligheten att utvecklas som skådespelare med en lagom stor och bra ensemble. Men efter sex år i Östergötland sökte sig det nu gifta paret Storm och Fyhring till Skåne för engagemang i Malmö.

### Malmö stadsteater
1962 anställde teaterchefen Gösta Folke både Emy Storm och hennes man Göte Fyhring vid Malmö Stadsteater, med en stor dramtisk och lyrisk repertoar och uppsättningar som berörde och engagerade. Här kom hon som skådespelare till sin rätt och porträtterade i två decennier levande människor på scenen.     
Redan den första säsongen medverkade hon i Lennart Olssons iscensättning av Milliard Lampells starka drama Muren om det judiska upproret i Warszawagettot 1943. Hon spelade Rachel Apt medan hennes familj gjordes av Mimmo Wåhlander, Olof Bergström och Arne Strömgren. Carl-Åke Eriksson var smugglaren Dolek Berson.     
Våren 1964 satte Josef Halfen upp Reginald Rose drama Svart måndag om rasfördomarna mot den afro-amerikanska befolkningen. Med trettionio roller tog den hela ensemblen i anspråk. Storm spelade Betty McGill med George Fant som Arthur McGill vidare Olof Bergström och sonen Jonas Bergström, Gösta Prüzelius, Åke Jörnfalk, Stig Torstensson, Halvar Björk, Gunnar Öhlund, Åke Lindström, Leif Hedberg, Niels Dybeck, Åke Engfeldt, Arne Strömgren, Lena Brundin, Ulla Wennborg och Per Eggers med flera.   
Teatern var på 1960-talet fortfarande en angelägenhet för staden och hade ännu en stor publik så många såg Storm och bland hennes uppmärksammade roller kan nämnas Magdalena i Lorcas Bernardas hus med Dagny Lind som Bernarda och Maj Lindström som Prudencia, Anna Kopecka i Svejk i andra världskriget av Bertolt Brecht med Halvar Björk som Svejk, Madge i Brian Friels irländska pjäs Philadelphia, här är jag och Hekabe i Euripides antika tragedi Trojanskorna, 1968 och på våren 1969 gjorde hon Hilda i Andris Blektes uppsättning av Vem var Hilary Maconochie? av James Saunders med Margareta Bergfeldt och Gudrun Brost.
Emy Storm återkom till Stockholm hösten 1969 då hon gästspelade på Scalateatern i Vilgot Sjömans pjäs Pojken i sängen och återförenades på scen med Jan Malmsjö. I ensemblen fanns också Marie Göranzon, Helena Reuterblad, Ove Tjernberg och Åke Hammarström.  

### Arbetande kvinnor, mödrar och fruar i film och på TV
Hon gjorde sin första större filmroll i Bo Widerbergs Kvarteret Korpen, där hon spelade Anders (Thommy Berggren) hårt arbetande mor i Malmös fattigkvarter. Filmen spelades in 1963 och hade premiär i slutet på samma år.   
Hon debuterade på TV-teatern 1965 som Kristina i Strindbergs Gustav Vasa med Oscar Ljung i titelrollen men sedan följde vardagliga kvinnor i samtiden, I Bengt Bratts Villa med staket gjorde hon Elsie hustru till Valter (Bertil Norström) en rättskaffens tjänsteman. Året därpå den förnuftiga Fru Biedermann i Max Frischs Pyromanerna där maken Stig Järrel vägrar tro att pyromanen Bertil Norström verkligen har för avsikt att bränna ner deras hem. Sedan Hushållerskan Lovisa i Vilhelm Mobergs skådespel Marknadsafton 1967 och tre år senare Märta i Keve Hjelms Tretton dagar som blev också blev Göran Stangertz första stora roll i teve.
Emy Storms tveklöst mest kända roll är dock som Emils mamma Alma i Olle Hellboms tre filmer om Emil i Lönneberga. En film om året 1971, 1972 och 1973 där hon åter arbetade med Allan Edwall som spelade pappa Anton medan Björn Gustafson var drängen Alfred och Maud Hansson pigan Lina. Emil själv Jan Ohlsson och hans syster Ida Lena Wisborg sågs av hela befolkningen på bio och när filmerna sändes i teve.   
I Håkan Ersgårds TV-serie Hedebyborna med manus av Sven Delblanc som sändes i teve 1978–1982 gestaltade hon Rävfarmarens (Roland Söderberg) hustru Hilma och med Hildur i Keve Hjelms Godnatt, jord (1979) med manus av Ivar Lo-Johansson, gjorde hon ännu en av det fattiga bondelandets kvinnor.

### På Malmö stadsteater som den folkkära Emy Storm
Vid mitten av 1970-talet hade Emy Storm tack vare filmerna om Emi i Lönneberga blivit en av landets mest folkkära skådespelare. På scenen spelade hon nyskriven svensk dramatik, som Gerda I Per-Gunnar Evanders Guldfiskarna 1975 med Egon Larsson och Kåre Sigurdson. Våren 1976 följde svensk samtidsdramatik av en helt annat slag då hon gjorde Vera i Susanne Osten och Margareta Garpes pjäs Jösses flickor med Hanna Landing, Lili Landre, Gunilla Poppe, Margareta Bergfelt, Mona Åstrand och Maud Hansson, som nu gästade teatern mer känd som pigan Lina för Malmöborna än för sina roller under Malmöteaterns guldålder på 1950-talet.   
Till Storms minnesvärda scengestaltningar kan även räknas Mamsell i Fröken Rosita av Lorca, Olga i Maxim Gorkijs Sommargäster med Göte Fyhring, Kåre Sigurdson, Betty Tuvén och Lars Humble och Sonja i Arnold Weskers Kärleksbrev på blått papper med Jan-Erik Lindqvist. 
Karriären kröntes 1981 med Modern i Blodsbröllop av Lorca, vars spanska kvinnodramer passade hennes realistiska spelstil. Två år senare gjorde hon Martha med Fylgia Zadig som Xenia i Göran Stangertz iscensättning av Edward Bonds Sommar.
Emy Storms sista uppgift på Malmö stadsteater före pensioneringen var som Gustava Hägg i Vilhelm Mobergs Änkeman Jarl som hade premiär på annexscenen Nyan i maj 1984, med Halvar Björk som Andreas Jarl.   

### Roller som pensionär
Hösten 1988 återvände Emy Storm till scenen då hon engagerades för ett gästspel på Riksteatern som Prästen i Per-Olov Enquists pjäs I lodjurets timma, om en pojke som vårdas på mentalsjukhus efter en mordbrand. Föreställningen som regisserades av Lennart Kollberg var den andra uppsättningen i Sverige, efter Dramatens, och hade turnépremiär i Östersund. Pojken spelades av Benny Fredriksson, Lisbeth gjordes av Bergljót Arnaóottir och vårdaren spelades av Peter Mattson.  
I december 1990 gjorde hon efter trettiosex år sin rentré på Dramaten i rollen som Krösa-Maja vid nypremiären av Jan-Olof Strandbergs uppsättning Kalas i Lönneberga. Med den rollen återvände hon också till Astrid Lindgrens berättelse om Emil i Lönneberga. Emil spelades växelvis av Christopher Castelan-Levin och Kalle Stridbeck. Den roll hon själv gjorde i filmerna, mamma Alma. gjordes nu omväxlande av Christina Schollin och Anneli Martini medan pappa Anton gjordes av Peter Andersson och Jonas Bergström. Alfred spelades av Jacob Eklund medan Lina gjordes av Agneta Ehrensvärd. I rollen som Prostinnan framträdde Gaby Stenberg som efter en lång karriär tidigare samma höst hade gjort sin debut på Dramaten.   
Storm medverkade också i flera produktioner på film och i TV till 2005.    

### Övrigt
Emy Storm var även politiskt engagerad genom Kulturarbetarnas Socialdemokratiska förening. 
Våren 2012 visades en större utställning om skådespelarparet Göte Fyhring och Emy Storms liv och arbete på Teatermuseet i Malmö.
Från 1958 och fram till sin död 2014 var hon gift med skådespelaren Göte Fyhring.  Emy Storm är begraven på Husie kyrkogård i Malmö.

## Utmärkelser
- Kvällspostens Thaliapris 1979
- Teaterförbundets Gösta Ekman-stipendium 1997

## Filmografi
- 1948 – Banketten
- 1950 – Den vita katten
- 1950 – Anderssonskans Kalle
- 1952 – Hon kom som en vind
- 1953 – Ursula – flickan i finnskogarna
- 1953 – Vägen till Klockrike
- 1955 – Giftas
- 1955 – Finnskogens folk
- 1962 – Chans
- 1963 – Kvarteret Korpen
- 1966 – Den ödesdigra klockan
- 1966 – Woyzeck (TV-serie)
- 1967 – Kullamannen (TV-serie)
- 1967 – Ryck mej i svansen, älskling!
- 1968 – Komedi i Hägerskog
- 1968 – Slättemölla by (TV-serie)
- 1970 – Frida och hennes vän (TV-serie)
- 1970 – Tretton dagar (TV-serie)
- 1971 – Emil i Lönneberga
- 1972 – Nya hyss av Emil i Lönneberga
- 1973 – Emil och griseknoen
- 1974 – Fiskeläget (TV-serie)
- 1976 – Predikare-Lena (TV-serie)
- 1977 – Soldat med brutet gevär (TV-serie)
- 1978–1982 – Hedebyborna (TV-serie)
- 1979 – Godnatt, jord (TV-serie)
- 1979 – Rädsla (TV-serie)
- 1980 – Sverige åt svenskarna
- 1981 – Operation Leo
- 1981 – Rasmus på luffen
- 1983 – Motorsågen
- 1986 – Bödeln och skökan
- 1986 – Prästkappan (TV-serie)
- 1987 – Lackalänga (TV-serie)
- 1991 – Den goda viljan (TV-serie)
- 1996 – Mysteriet på Greveholm (TV-serie) (julkalender)
- 1999 – Browalls (TV-serie)
- 2000 – Ronny & Julia (TV-serie) (julkalender)
- 2001 – Fru Marianne (TV-serie)
- 2002 – Den 5:e kvinnan (TV-serie)
- 2005 – Wallander – Mörkret
- 2020 – Stall-Erik och snapphanarna

## Teater

### Roller (ej komplett)
| År   | Roll                 | Produktion | Regi                          | Teater                           |
| ---- | -------------------- | --- | ----------------------------- | -------------------------------- |
| 1950 | Dolly                | Tolvskillingsoperan (Die Dreigroschenoper) Bertolt Brecht och Kurt Weill                                            | Ingmar Bergman                | Intiman                          |
| 1956 | Fru Strömman         | Melodi på lergök Lars-Levi Læstadius                                                                                | John Zacharias                | Norrköping-Linköping stadsteater |
| 1956 | Edith Frank          | Anne Franks dagbok (The Diary of Anne Frank) Frances Goodrich och Albert Hackett                                    | John Zacharias                | Norrköping-Linköping stadsteater |
| 1956 | Madame Pernelle      | Tartuffe (Tartuffe, ou l'Imposteur) Molière                                                                         | John Zacharias                | Norrköping-Linköping stadsteater |
| 1957 | Måns Nilssons hustru | Gustav Vasa August Strindberg                                                                                       | John Zacharias                | Norrköping-Linköping stadsteater |
| 1957 | Olivia               | Kritträdgården (The Chalk Garden) Enid Bagnold                                                                      | Ingrid Luterkort              | Norrköping-Linköping stadsteater |
| 1957 |                      | Lysistrate (Λυσιστράτη, Lysistrátē) Aristofanes                                                                     | Olof Thunberg                 | Norrköping-Linköping stadsteater |
| 1958 | Maria Panza          | Don Quijote – Riddaren av den sorgliga skepnaden ( Don Quijote – Der Ritter von der traurigen Gestalt) Wulf Leisner | Lars-Erik Liedholm            | Norrköping-Linköping stadsteater |
| 1958 | Modern               | Gäst i gryningen (La Dama del Alba) Alejandro Casona                                                                | Gösta Folke                   | Norrköping-Linköping stadsteater |
| 1958 | Karline Oberholzer   | Oh, mein Papa! (Das Feuerwerk) Erik Charell, Jürg Amstein och Paul Burkhard                                         | Albert Gaubier John Zacharias | Norrköping-Linköping stadsteater |
| 1958 | Greta                | Efter levande modell (D’après nature ou presque) Michel Arnaud                                                      | Lars-Erik Liedholm            | Norrköping-Linköping stadsteater |
| 1959 | Isobel Cherry        | Den stora drömmen (Flowering Cherry) Robert Bolt                                                                    | Lars-Erik Liedholm            | Norrköping-Linköping stadsteater |
| 1959 | Lucretia Otis        | Spöket på Canterville (The Canterville Ghost) Bernt Callenbo                                                        | Bertil Norström               | Norrköping-Linköping stadsteater |
| 1959 | Miss Addy            | Bägge eller ingen (Janus) Carolyn Green                                                                             | John Zacharias                | Norrköping-Linköping stadsteater |
| 1959 | Suzanne              | Frestelse (Romancero) Jacques Deval                                                                                 | John Zacharias                | Norrköping-Linköping stadsteater |
| 1960 | Elisa Bonaparte      | Napoleons tvätterska (Madame Sans-Gêne) Victorien Sardou och Émile Moreau                                           | John Zacharias                | Norrköping-Linköping stadsteater |
| 1960 | Nanna                | Det brinnande spjutet Tore Zetterholm                                                                               | Lars Barringer                | Norrköping-Linköping stadsteater |
| 1960 | Agathe               | Luftslott i Sverige (Château en Suède) Françoise Sagan                                                              | John Zacharias                | Norrköping-Linköping stadsteater |
| 1961 | Helena Charles       | Se dig om i vrede (Look Back in Anger) John Osborne                                                                 | Lars Barringer                | Norrköping-Linköping stadsteater |
| 1961 | Maria Eleonora       | Christina August Strindberg                                                                                         | John Zacharias                | Norrköping-Linköping stadsteater |
| 1961 | Älskarinnan          | Nattkyparen Vilhelm Moberg                                                                                          | John Zacharias                | Norrköping-Linköping stadsteater |
| 1961 | Madame Tépan         | Picknick på slagfältet (Pique Nique En Campagne) Fernando Arrabal                                                   | Sture Ericson                 | Norrköping-Linköping stadsteater |
| 1961 | Fru Markurell        | Markurells i Wadköping Hjalmar Bergman                                                                              | Rune Carlsten                 | Norrköping-Linköping stadsteater |
| 1962 | Fru Katie Bannon     | Hederligt folk (Chuckeyhead Story) Paul Vincent Carroll                                                             | Bertil Norström               | Norrköping-Linköping stadsteater |
| 1962 | Clotilde             | Fruar på vift (Le Dindon) Georges Feydeau                                                                           | Lars Barringer                | Norrköping-Linköping stadsteater |
| 1963 |                      | Muren (The Wall) Millard Lampell                                                                                    | Lennart Olsson                | Malmö stadsteater                |
| 1964 |                      | Bernardas hus (La casa de Bernarda Alba) Federico García Lorca                                                      | Eva Sköld                     | Malmö stadsteater                |
| 1966 |                      | Söndagshustrun (Woman in a dressing gown) Ted Willis                                                                | Åke Engfeldt                  | Malmö stadsteater                |
| 1968 |                      | Kvinnorna från Shanghai eller Ett fall av hjärntvätt Tore Zetterholm                                                | Per Siwe                      | Malmö stadsteater                |
| 1968 |                      | Trojanskorna (Τρῳάδες, Trōiades) Euripides                                                                          | Eva Sköld                     | Malmö Stadsteater                |
| 1969 | Modern               | Pojken i sängen Vilgot Sjöman                                                                                       | Vilgot Sjöman                 | Scalateatern                     |
| 1975 |                      | Modern (Die Mutter) Bertolt Brecht                                                                                  | Ove Tjernberg                 | Borås stadsteater                |
| 1978 |                      | Harvey Mary Chase                                                                                                   | Anders Bäckström              | Malmö stadsteater                |
| 1981 |                      | Blodsbröllop (Bodas de Sangre) Federico García Lorca                                                                | Eva Sköld                     | Malmö stadsteater                |
| 1983 |                      | Sommar (Summer) Edward Bond                                                                                         | Göran Stangertz Olov Fältman  | Malmö stadsteater                |
| 1988 | Prästen              | I lodjurets timma Per Olov Enquist                                                                                  | Lennart Kollberg              | Riksteatern                      |

## Radioteater

### Roller
| År   | Roll              | Produktion                  | Regi           |
| ---- | ----------------- | --------------------------- | -------------- |
| 1953 | Lina, uppasserska | Midsommar August Strindberg | Palle Brunius  |
| 1967 | Fru Eklund        | Efter fem år Folke Mellvig  | Lennart Olsson |